# کرووتشووا
کرووتشووا (به چکی: Kroučová) یک منطقهٔ مسکونی در جمهوری چک است که در ناحیه راکوونیک واقع شده‌است.